# 九集 (増支部)
「九集」（くしゅう、巴: Navaka-nipāta, ナヴァカ・ニパータ）とは、パーリ仏典経蔵増支部の第9集。

## 構成
10品432経（項目）から成る。
- 初の五十経
  - 1.等覚品（Sambodhi-vaggo） --- 1-10
  - 2.師子吼品（Sīhanāda-vaggo） --- 11-20
  - 3.有情居品（Sattāvāsa-vaggo） --- 21-31
  - 4.大品（Mahā-vaggo） --- 32-41
  - 5.沙門品（Sāmañña-vaggo） --- 42-51
- 五十経余品
  - 6.安穏品（Khema-vaggo） --- 52-62
  - 7.念処品（Satipaṭṭhāna-vaggo） --- 63-72
  - 8.正勤品（Sammappadhāna-vaggo） --- 73-82
  - 9.神足品（Iddhipāda-vaggo） --- 83-92
  - 10.貪品（Rāga-peyyālaṃ） --- 93-432

## 日本語訳
- 『南伝大蔵経・経蔵・増支部経典6』（第22巻上） 大蔵出版